# Patersonia rudis
Patersonia rudis là một loài thực vật có hoa trong họ Diên vĩ. Loài này được Endl. miêu tả khoa học đầu tiên năm 1846.